# Franco do Jibuti
O franco do Jibuti (ISO 4217: DJF, abreviado como FDJ), é a unidade monetária oficial da República do Jibuti.

## História

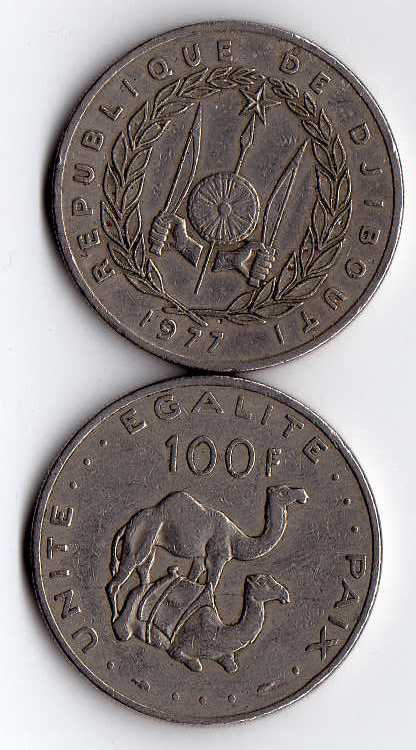
100 francos do Jibuti.

A partir de 1884, quando o protetorado da Somalilândia Francesa foi estabelecido, o franco francês circulou no Jibuti, ao lado da rupia indiana.
A partir de 1908, os francos que circulavam no Jibuti foram legalmente fixados no valor do franco francês. A partir de 1910, as cédulas foram emitidas para a então colônia pelo Banco da Indochina. Já, o papel-moeda e os tokens da Câmara de Comércio foram emitidos entre 1919 e 1922.
Em 1948, as primeiras moedas foram emitidas especificamente para uso no Jibuti, em nome da "Côte Française des Somalis". Em 1949, um franco jibutiano independente surgiu quando a moeda local foi atrelada ao dólar estadunidense a uma taxa de 214,392 francos = 1 dólar estadunidense. Esse era o valor que o franco francês tinha sob o sistema de Bretton Woods até alguns meses antes. Consequentemente, a economia do Jibuti não foi afetada pelas novas desvalorizações do franco francês.
Em 1952, o Tesouro Nacional assumiu a produção de papel-moeda. A mudança de nome da Somalilândia Francesa em 1967 para Território Francês dos Afares e Issas refletiu-se nas moedas e notas do território. Em 1971 e 1973, o franco foi reavaliado em relação ao dólar estadunidense, primeiro para uma taxa de 197,466 por dólar, depois para 177,721, taxa que se manteve desde então. Uma nova mudança no design das moedas e notas ocorreu após a independência em 1977.

## Moedas e notas

### Moedas
Entre 1920 e 1922, a Câmara de Comércio emitiu fichas cunhadas em zinco, alumínio, bronze e alumínio-bronze em denominações de 5, 10, 25, 50 cêntimos e 1 franco. As formas incluem redondo, hexagonal e octogonal.
Em 1948, o alumínio foi introduzido nas moedas de 1, 2 e 5 francos. O alumínio-bronze na moeda de 20 francos foi introduzido em 1952, seguido pela moeda de 10 francos em 1965. O cupro-níquel foi introduzido nas moedas de 50 e 100 francos em 1970 e o alumínio-bronze foi introduzido na moeda de 500 francos em 1989.
A partir de 2013, novas moedas de 250 francos foram colocadas em circulação para complementar as demais denominações.
| Valor       | Frente                    | Verso                                                                | Ano de emissão |
| ----------- | ------------------------- | -------------------------------------------------------------------- | -------------- |
| 1 franco    | Brasão de armas do Jibuti | Chefe do nilo lechwe; penas de avestruz; bagre e formão; lema; valor | 1997           |
| 2 francos   | Brasão de armas do Jibuti | Chefe do nilo lechwe; penas de avestruz; bagre e formão; lema; valor | 1977           |
| 5 francos   | Brasão de armas do Jibuti | Chefe do nilo lechwe; penas de avestruz; bagre e formão; lema; valor | 1991           |
| 10 francos  | Brasão de armas do Jibuti | Navio, Porto da cidade do Jibuti, valor                              | 1997           |
| 20 francos  | Brasão de armas do Jibuti | Navio, Porto da cidade do Jibuti, valor                              | 1997           |
| 50 francos  | Brasão de armas do Jibuti | 2 camelos                                                            | 1989           |
| 100 francos | Brasão de armas do Jibuti | 2 camelos                                                            | 1997           |
| 250 francos | Brasão de armas do Jibuti | Francolim-de-gola-vermelha do Jibuti                                 | 2012           |
| 500 francos | Brasão de armas do Jibuti | Valor                                                                | 1997           |

### Notas

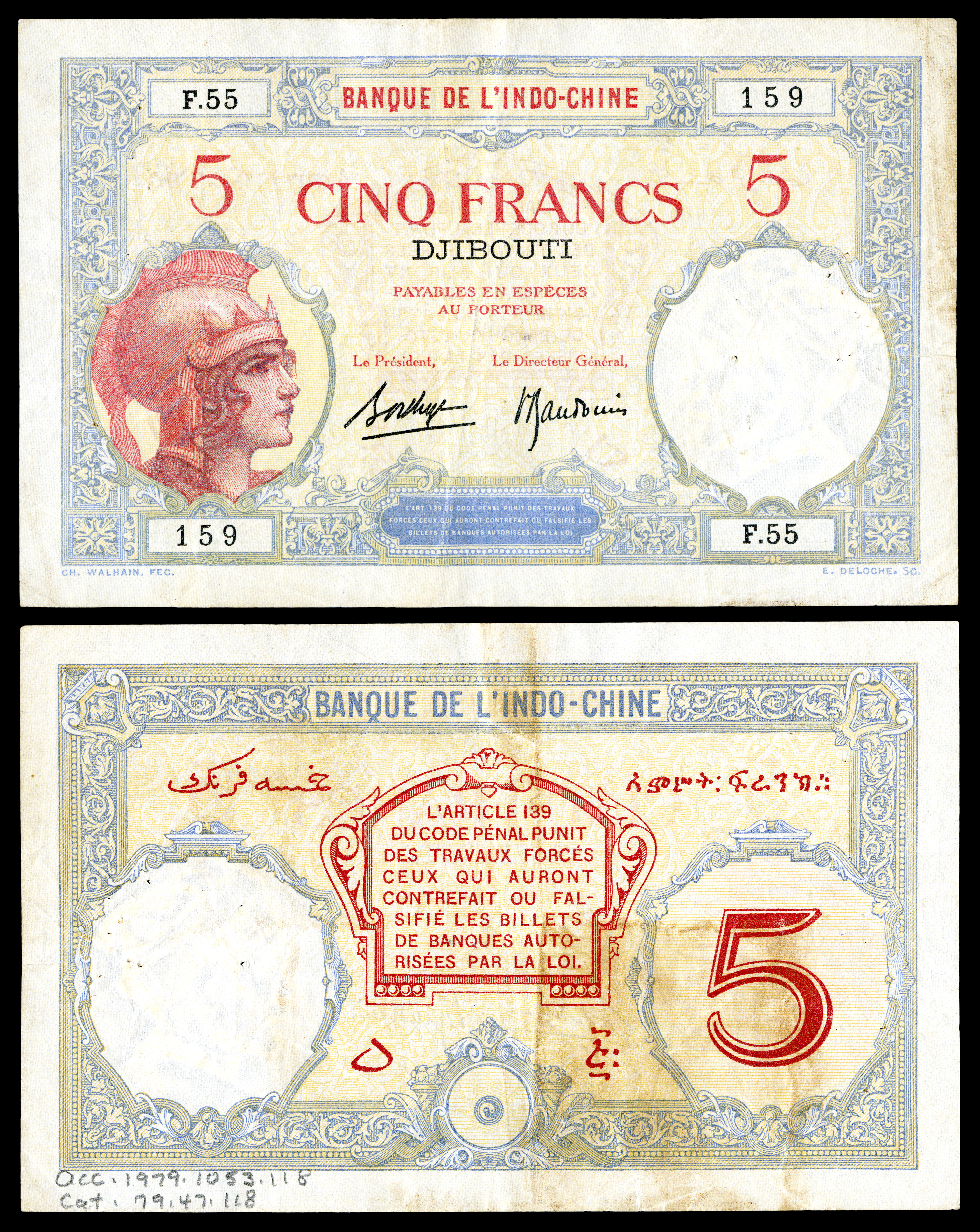
Frente e verso de nota de 5 francos impressa em 1943.